# توني وودز
توني وودز (بالإنجليزية: Tony Woods) هو لاعب كرة قدم أمريكية أمريكي، ولد في 11 سبتمبر 1965 في نيوآرك في الولايات المتحدة.

## وصلات خارجية
- توني وودز على موقع مرجع كرة القدم المحترفة.كوم (الإنجليزية)
- توني وودز على موقع مرجع كرة القدم المحترفة.كوم (الإنجليزية)